# 你留下的爛攤子
《你留下的爛攤子》（西班牙語：El desorden que dejas）是Netflix原創西班牙驚悚劇情迷你影集，由卡洛斯·蒙特羅開創、編劇和執導。本劇改編自卡洛斯·蒙特羅於2016年出版的同名小說，講述主角拉葵兒被聘請到新學校擔任代理老師，進而發現前任教師死於非命的故事。領銜主演為茵瑪·奎斯塔、芭芭拉·蘭妮和艾朗·皮坡。本劇於2020年12月11日在Netflix首映。

## 演員及角色

### 主要角色
- 茵瑪·奎斯塔（英语：Inma Cuesta） 飾演 拉葵兒（Raquel Valero）：新任高中文學教師。
- 芭芭拉·蘭妮（英语：Bárbara Lennie） 飾演 薇露卡（Elvira Ferreiro Martínez "Viruca"）：前任文學教師，死於非命。
- 艾朗·皮坡 飾演 亞戈（Iago Nogueira）：與薇露卡有親密關係的學生。

### 常設角色
- 塔瑪·諾瓦斯（英语：Tamar Novas） 飾演 赫曼（Germán Araujo）：拉葵兒的丈夫。
- 羅伯托·恩利奎茲（英语：Roberto Enríquez） 飾演 毛洛（Mauro Muñiz）：薇露卡的前夫。
- 羅克·魯伊茲（Roque Ruiz）飾演 羅伊（Roi Fernández）：亞戈的朋友，薇露卡的學生。
- 伊莎貝爾·加里多（西班牙语：Isabel Garrido） 飾演 Nerea Casado：亞戈的朋友，薇露卡的學生。
- 費德·佩雷斯（西班牙语：Federico Pérez Rey） 飾演 迪米特里歐（Demetrio Araujo）：赫曼的哥哥。
- 阿方索·阿格拉（英语：Alfonso Agra） 飾演 托瑪斯（Tomás Nogueira）：亞戈的父親。
- 蘇珊娜·丹絲（西班牙语：Susana Dans） 飾演 瑪格（Marga）：學校校長。

### 客串角色
- 哈維爾·艾斯特維茲（英语：Xavier Estévez） 飾演 拉蒙（Ramón）：學校老師。
- 愛德華多·羅莎（Eduardo Rosa）飾演 西蒙（Simòn）：赫曼的朋友。
- 何塞·圖理南（西班牙语：Xosé Antonio Touriñán） 飾演 Gabriel Acevedo：赫曼的朋友。
- 瑪莉亞·塔森德（西班牙语：Maria Tasende） 飾演 伊里亞（Iria）：學校的英文老師。
- 瑪麗亞·科斯塔斯（María Costas）飾演 克勞蒂亞（Claudia）：赫曼的母親。
- 阿布里爾·薩莫拉（英语：Abril Zamora） 飾演 泰瑞（Tere）：拉葵兒的朋友。
- 安娜·桑托斯（西班牙语：Ana Santos (actriz)e） 飾演 康佳（Concha）：調酒師。

## 集數
| 集數 | 標題                                 | 導演          | 編劇                         | 上線日期       |
| ---- | ------------------------------------ | ------------- | ---------------------------- | -------------- |
| 1    | 步入險境 En la boca del lobo         | 卡洛斯·蒙特羅 | 卡洛斯·蒙特羅                | 2020年12月11日 |
| 2    | 他們都知道 Lo saben                  | 卡洛斯·蒙特羅 | 卡洛斯·蒙特羅                | 2020年12月11日 |
| 3    | 數到三 Cuenta hasta tres             | 席維亞·奎爾   | 哈維爾·霍爾加多              | 2020年12月11日 |
| 4    | 失控 Caída en picado                 | 席維亞·奎爾   | 卡洛斯·蒙特羅                | 2020年12月11日 |
| 5    | 祕密的地方 El lugar secreto          | 席維亞·奎爾   | 哈維爾·霍爾加多              | 2020年12月11日 |
| 6    | 你的陰暗面 Lo que no quiso ver en ti | 羅耶·瓜爾     | 安德烈斯·塞拉、卡洛斯·蒙特羅 | 2020年12月11日 |
| 7    | 第三個受害者 La tercera víctima      | 羅耶·瓜爾     | 哈維爾·霍爾加多              | 2020年12月11日 |
| 8    | 你留下的爛攤子 El desorden que dejas | 羅耶·瓜爾     | 卡洛斯·蒙特羅                | 2020年12月11日 |

## 製作
《你留下的爛攤子》在西班牙加利西亞自治區的塞拉諾瓦和奧倫塞拍攝，劇中學校的取景地點是開創者、編劇兼導演卡洛斯·蒙特羅的母校。

## 獎項及提名
| 年份 | 獎項                  | 類別       | 提名                                                                                            | 结果 | Ref.              |
| ---- | --------------------- | ---------- | ----------------------------------------------------------------------------------------------- | ---- | ----------------- |
| 2021 | 第19屆梅斯特·馬特奧獎 | 最佳電視劇 | 最佳電視劇                                                                                      | 提名 | [ 5 ] [ 6 ] [ 7 ] |
| 2021 | 第19屆梅斯特·馬特奧獎 | 最佳編劇   | 卡洛斯·蒙特羅、哈維爾·霍爾加多、安德烈斯·塞拉                                                   | 提名 | [ 5 ] [ 6 ] [ 7 ] |
| 2021 | 第19屆梅斯特·馬特奧獎 | 最佳剪輯   | 胡安·加利納尼斯（Juan Galiñanes）、露·羅德里奎茲（Lu Rodríguez）、馬里歐·馬洛托（Mario Maroto） | 提名 | [ 5 ] [ 6 ] [ 7 ] |
| 2021 | 第19屆梅斯特·馬特奧獎 | 最佳音效   | 大衛·馬查多（David Machado）、亞歷杭卓·羅培茲（Alejandro López）                                | 提名 | [ 5 ] [ 6 ] [ 7 ] |
| 2021 | 第19屆梅斯特·馬特奧獎 | 最佳妝髮   | 蘇珊娜·維埃拉（Susana Veira）、貝阿特麗茲·安特洛（Beatriz Antelo）                              | 提名 | [ 5 ] [ 6 ] [ 7 ] |
| 2021 | 第19屆梅斯特·馬特奧獎 | 最佳女主角 | 茵瑪·奎斯塔                                                                                     | 提名 | [ 5 ] [ 6 ] [ 7 ] |
| 2021 | 第19屆梅斯特·馬特奧獎 | 最佳男配角 | 塔瑪·諾瓦斯                                                                                     | 提名 | [ 5 ] [ 6 ] [ 7 ] |
| 2021 | 第19屆梅斯特·馬特奧獎 | 最佳女配角 | 伊莎貝爾·加里多                                                                                 | 提名 | [ 5 ] [ 6 ] [ 7 ] |

## 外部連結
- 在Netflix上觀看《你留下的爛攤子》
- 互联网电影数据库（IMDb）上《你留下的爛攤子》的资料（英文）
- 爛番茄上《你留下的爛攤子》的資料（英文）
- 豆瓣电影上《你留下的爛攤子》的資料 （简体中文）